# Anorexia (sintoma)
Anorexia, enquanto um sintoma, é a perda ou ausência de apetite também usada como sinônimo de hiporexia villa (hipo menos + orexis apetite), diminuição do apetite. Não deve ser confundida com anorexia nervosa, que é um transtorno alimentar em que ocorre recusa constante de alimentos mesmo quando se sente fome. A diminuição do apetite pode ser sintoma de infecções como tuberculose, sífilis e dengue, de transtornos psiquiátricos como depressão nervosa, distimia e transtorno de ansiedade generalizada ou de medicamentos como: antidepressivos, metanfetaminas e opiáceos.
A regulação do apetite é um mecanismo complexo, influenciado pelos níveis séricos (quantidade no sangue) dos nutrientes circulantes, função hepática, capacidade gastrointestinal, sensações de paladar e olfato processados pelo cérebro.
Teoricamente inapetência ou hiporexia se refere a diminuição da ingestão de alimentos por menos de 24h, enquanto anorexia se refere a ausência de ingestão de alimentos por 24 horas ou mais, porém frequentemente são usados como sinônimos, mesmo por profissionais de saúde.

## Causas
| Doenças que podem reduzir o apetite - Alcoolismo - Hepatite viral - Dengue - Doença de Addison - Pneumonia atípica (micoplasma) - AIDS - Transtorno de ansiedade generalizada - Câncer - Insuficiência renal crônica - Insuficiência cardíaca congestiva, devido ao congestionamento do fígado com o sangue venoso - Doença de Crohn - Demência - Depressão maior - Distimia (Depressão leve persistente) - Hipervitaminose D - Distúrbios metabólicos, particularmente em distúrbios do ciclo da uréia - Tuberculose - Talassemia - Colite ulcerosa | Medicamentos que podem reduzir o apetite - Envenenamento radioativo - Anfetamina (Adderall) - Dextroanfetamina (Dexedrine & Dextrostat) - Antidepressivos (ISRS, IMAO, Tricíclicos...) - Byetta, uma droga para Diabetes tipo II - Suspensão abrupta de drogas que aumentam o apetite , como a cannabis medicinal e corticosteroides - Metanfetamina (Desoxyn) (tratamento de ADD e ADHD e narcolepsia) - Metilfenidato (Ritalina e Concerta) - Produtos químicos que são membros do grupo de feniletilamina. (indivíduos com anorexia nervosa pode procurá-los para suprimir o apetite) - Estabilizante de humor como Topiramato (Topamax) - Opiáceos |

Outros medicamentos podem ser usados para intencionalmente causar anorexia, a fim de ajudar uma paciente em jejum pré-operatório antes da anestesia geral. É importante evitar alimentos antes da cirurgia para reduzir o risco de aspiração pulmonar, que pode ser fatal.

### Opiáceos
Os opiáceos atuam sobre o sistema digestivo e pode reduzir a sensação física da fome, da mesma forma que reduzem as sensações de dor física. Eles também costumam causar retardo no esvaziamento gástrico (gastroparesia) e às vezes pode levar a alterações no metabolismo com o uso a longo prazo.

### Anorexígenos
São medicamentos que tem por finalidade diminuir o apetite, usados no tratamento do transtorno da compulsão alimentar periódica (TCAP) e nos casos em que a obesidade é um fator de risco para doenças que acometem a saúde.

### Anorexia no câncer
Anorexia e consequentemente caquexia (perda de peso) é um sintoma comum nos pacientes oncológicos, associada inicialmente ao processo natural
da doença ou, mais tardiamente, ao crescimento tumoral e presença de metástases. Pode estar relacionada à náusea e vômito, à própria doença, ou ser resultante de medicamentos utilizados durante o tratamento, desconforto devido à mucosite, entre outros.

## Diminuição do apetite
Frequentemente são apresentadas queixas sobre os distúrbios do apetite na infância, representadas comumente pelas mães como: "Meu filho não come" e/ou "só come porcarias". Essas queixas são cada vez mais comuns nos ambulatórios e consultórios de pediatras e nutricionistas, afetando a todos os níveis socioeconômicos e culturais, merecendo desta forma, uma análise cuidadosa do caso, a fim de se propor uma conduta mais adequada. As razões desse comportamento são bastante complexas. Existem interações de características familiares e contextos sociais, sendo comum em algumas faixas etárias, com causa preponderante a falta de apetite. Em função disto, vários autores optam por abordar o tema do ponto de vista do aparecimento de "sintomas" na criança, de acordo com as fases de desenvolvimento e posterior conduta para prevenção e tratamento da recusa alimentar.
Algumas vezes a anorexia pode ser consequência da bulimia nervosa. Assim a pessoa come menos e pratica o ato bulímico mais vezes do que deveria, fazendo com que a anorexia ocorra mais rápido.

## Recusa alimentar na infância
A falta de apetite ou inapetência alimentar costuma coincidir com a ansiedade dos pais para que a criança se alimente, oferecendo alimentos saborosos mas pouco nutritivos (como batata-frita e salgadinhos). Desta forma, a criança associa que, se ela não comer, obterá o que deseja. É importante aos pais estabelecer um acordo com a criança sobre o que ela deve comer (muitas frutas, legumes e grãos) e limitar as comidas gordurosas.
Nesse sentido estudos indicam que é preciso distinguir as crianças que comem pouco e/ou são seletivas daquelas que realmente apresentam critérios diagnósticos da Anorexia. A simples seletividade alimentar não pode ser classificada como uma desordem alimentar clássica e sim como uma manifestação de protesto e oposição da criança aos pais, que a frustra ao educá-lo.